# Michel Abramowicz
Michel Abramowicz (* 24. Januar 1954 in Neuilly-sur-Seine, Hauts-de-Seine) ist ein französischer Kameramann.

## Leben
Abramowicz begann seine Karriere als camera operator und als Assistenzkameramann Ende der 1970er Jahre. Ab 1982 war er als eigenständiger Kameramann für mehrere Kurzfilme tätig. Im Jahr 1986 folgte sein erster Langspielfilm. 1994 war er für eine Folge der Serie Foxy Fantasies tätig. Es war erstes Engagement außerhalb der Filmindustrie Frankreichs. Ein Regisseur, mit dem er regelmäßig zusammenarbeitet, ist Avi Nesher.

## Filmografie (Auswahl)
- 2000: Nelken für die Freiheit (Capitães de Abril)
- 2002: Sweat (Sueurs)
- 2003: Michel Vaillant
- 2005: Das Imperium der Wölfe (L'Empire des loups)
- 2007: The Secrets (Ha-Sodot)
- 2008: 96 Hours (Taken)
- 2008: Bonjour Sagan (Sagan)
- 2010: From Paris with Love
- 2010: Ein Sommer in Haifa (The Matchmaker)
- 2011: The Thing
- 2012: Stars 80
- 2013: The Wonders
- 2016: Past Life
- 2016: Lady Bloodfight
- 2018: The Other Story
- 2019: The Courier – Tödlicher Auftrag (The Courier)